# Strana zelení
Yeşiller Partisi (v turečtině Turečtí zelení) je turecká politická strana zaměřená na ochranu životního prostředí a lidských práv.
Má statut pozorovatele při Evropské straně zelených.